# Васько Геннадій Іванович
Геннадій Іванович Васько (укр. Геннадій Іванович Васько; 29 липня 1941, Кияниця — 28 листопада 2006, Франкфурт-на-Майні) — радянський і український оперний співак (тенор), Заслужений артист Татарської АРСР (1977), педагог.

## Біографія
Народився 29 липня 1941 року в селищі Кияниця Сумської області Української РСР.
В 1972—1973 роках Геннадій Васько був солістом Харківського театру опери та балету, в 1973—1980 роках — Татарського театру опери та балету в Казані.

Могила Геннадія Васька, Лісове кладовище

З 1980 по 1993 і з 1995 по 2004 роки — соліст Національної опери України.
З 1993 по 1995 роки працював в Сілезькій опері у Битомі, Польща. З 2003 року — викладач Київського музичного училища імені Р. М. Глієра.
Помер у 65-річному віці 28 листопада 2006 року в місті Франкфурт-на-Майні, Німеччина. Похований на Лісовому кладовищі Києва (ділянка № 111, 50°29′55.90″ пн. ш. 30°38′19.60″ сх. д. / 50.4988611° пн. ш. 30.6387778° сх. д.).

## Партії
- Андрій («Запорожець за Дунаєм» Гулака-Артемовського),
- Кобзар, Ксьондз («Тарас Бульба» Лисенка),
- Фауст (однойменна опера Гуно),
- Альмавіва («Севільський цирульник» Россіні),
- Ленський («Євгеній Онєгін» Чайковського),
- Князь («Русалка» Даргомижського),
- Паоліно («Таємне одруження» Чимарозо),[2]
- Альфред, Герцог, Річард, Радамес («Травіата», «Ріголетто», «Бал-маскарад», «Аїда» Верді).